# Bledesbach (Kuselbach)
Der Bledesbach ist der gut 9 km lange, rechte Quellbach des Kuselbachs im rheinland-pfälzischen Landkreis Kusel.

## Name
Der Name ist eine Komposition aus dem Genitiv des Personennamens Bleder und dem Grundwort -bach.

## Geographie

### Verlauf
Der Bledesbach entspringt südwestlich von Wahnwegen auf einer Höhe von 336 m ü. NHN. Er fließt vorrangig in nördliche Richtungen und passiert hierbei Wahnwegen, Hüffler, Schellweiler und Bledesbach, bevor er sich bei Diedelkopf auf 240 m ü. NHN mit dem Pfeffelbach zum Kuselbach vereinigt.
Nach seinem 9,3 km langen Weg mit mittlerem Sohlgefälle von 10,3 ‰ vereint sich der Bledesbach 96 Höhenmeter unterhalb seines Ursprungs mit dem anderen Oberlauf des Kuselbachs.

### Einzugsgebiet
Der Bledesbach entwässert ein 29,697 km² großes Einzugsgebiet über Kuselbach, Glan, Nahe und Rhein zur Nordsee, das naturräumlich zum Kuseler Bergland gehört, einem Unterraum des Nordpfälzer Berglandes.

### Zuflüsse
Hierarchische Liste der Zuflüsse, jeweils vom Ursprung zur Mündung. Gewässerlänge und Einzugsgebiet in der Regel nach der amtlichen Gewässerkarte, Höhen abgefragt auf dem amtlichen topographischen Karte, Namen teilweise nach dieser erschlossen. Andere Quellen für die Angaben sind vermerkt.
Zusammenfluss des Bledesbachs auf etwa 314 m ü. NHN wenig östlich von Wahnwegen aus seinen beiden Oberläufen.
- Anderbach, rechter Oberlauf aus dem Südwesten, 1,0 km und 0,8 km²
- Hirtenbach, linker Oberlauf aus dem Westen, 0,8 km und 0,7 km²
- Kehlbach, von links und Westsüdwesten nach Hüffler, 1,6 km und 2,8 km²
- Hatschbach[6], von links und Westsüdwesten in Schellweiler, ca. 0,8 km und ca. 0,6 km²[7]
- (Bach aus der Engelswiese), von rechts und Osten in Schellweiler, ca. 1,0 km und ca. 1,1 km²[7]
- Albessbach, von links und Westen vor Bledesbach, 4,9 km und 11,3 km²
  - Konkerbach, von rechts und Westsüdwesten an der Hasenmühle von Konken, 3,6 km und 4,5 km²
    - Weiherbach, von rechts und Südwesten in Konken, 0,9 km und 1,2 km²

  - Körbach, von links und Nordwesten nahe Ehweiler, 3,0 km und 2,4 km²
- Ehweilerbach, von links und Nordwesten gegenüber dem Südende von Bledesbach, 2,4 km und 2,0 km²
- Zeiselbach[6], von rechts und Osten in Bledesbach, ca. 0,3 km und ca. 0,3 km²[7]
- Elbergraben[6], von links und Westsüdwesten zwischen Bledesbach und Diedelkopf, ca. 0,5 km und über 0,3 km²[7]
- (Bach aus dem Heibweilertal), von links und Südwesten, 1,8 km und 2,5 km²

Zusammenfluss des Bledesbachs mit dem zuletzt Aalbach genannten, von links kommenden Pfeffelbach zum Kuselbach auf etwa 314 m ü. NHN bei Diedelkopf.

## Gewässerzustand
Der Bledesbach zählt zu den feinmaterialreichen, karbonatischen Mittelgebirgsbächen (Typ 6). Seine Gewässerstrukturgüte wird ab Hüffler vorwiegend mit mäßig bis stark verändert angegeben. Es werden aber auch längere Abschnitte, vor allem in den Ortslagen, mit sehr stark bis vollständig veränderter Gewässerstruktur ausgewiesen. Die Gewässergüte wird zwischen Wahnwegen und Schellweiler mit stark verschmutzt, unterhalb von Schellweiler mit gering belastet angeben.